# Simaetha
Simaetha Thorell, 1881 è un genere di ragni appartenente alla Famiglia Salticidae.

## Caratteristiche
Questo genere ha molte peculiarità in comune con gli affini Simaethula Simon, 1902 e Stertinius Simon, 1890.

## Distribuzione
Le 20 specie oggi note di questo genere sono diffuse prevalentemente in Australia, Asia sudorientale e Asia orientale: unica eccezione sembra essere la S. castanea, rinvenuta nel solo Congo.

## Tassonomia
A dicembre 2010, si compone di 20 specie:
- Simaetha almadenensis Zabka, 1994 — Queensland, Nuovo Galles del Sud
- Simaetha atypica Zabka, 1994 — Territorio del Nord (Australia)
- Simaetha broomei Zabka, 1994 — Australia occidentale
- Simaetha castanea Lessert, 1927 — Congo
- Simaetha cingulata (Karsch, 1891) — Sri Lanka
- Simaetha colemani Zabka, 1994 — Queensland
- Simaetha damongpalaya Barrion & Litsinger, 1995 — Filippine
- Simaetha deelemanae Zhang, Song & Li, 2003 — Singapore
- Simaetha furiosa (Hogg, 1919) — Sumatra
- Simaetha gongi Peng, Gong & Kim, 2000 — Cina
- Simaetha knowlesi Zabka, 1994 — Nuova Guinea, Australia occidentale
- Simaetha laminata (Karsch, 1891) — Sri Lanka
- Simaetha makinanga Barrion & Litsinger, 1995 — Filippine
- Simaetha paetula (Keyserling, 1882) — Nuova Guinea, Australia occidentale, Queensland
- Simaetha papuana Zabka, 1994 — Nuova Guinea
- Simaetha reducta (Karsch, 1891) — Sri Lanka
- Simaetha robustior (Keyserling, 1882) — Nuova Guinea, Queensland
- Simaetha tenuidens (Keyserling, 1882) — Nuova Guinea, Queensland
- Simaetha tenuior (Keyserling, 1882) — Nuova Guinea, Australia occidentale, Queensland
- Simaetha thoracica Thorell, 1881[3] — Australia occidentale, Queensland

### Specie trasferite
- Simaetha angulosa (Karsch, 1879); trasferita al genere Bianor con la denominazione di Bianor angulosus (Karsch, 1879) a seguito di un lavoro dell'aracnologo Zabka del 1988[2].